# 赛门·夏佛
賽門·夏佛（英語：Simon J. Schaffer，1955年1月1日—），劍橋大學科學史與科學哲學教授。英國科學史期刊主編。專長為物理史、社會科學史。